# Rio Afinișul (Bistrița)
O Rio Afinişul é um rio da Romênia afluente do rio Bistriţa (Siret), localizado no distrito de Neamţ.